# Isocybus compressus
Isocybus compressus är en stekelart som beskrevs av Jean-Jacques Kieffer 1913. Isocybus compressus ingår i släktet Isocybus och familjen gallmyggesteklar. Inga underarter finns listade i Catalogue of Life.